# Список керівників держав 356 року
Список керівників держав 356 року — це перелік правителів країн світу 356 року.
Список керівників держав 355 року — 356 рік — Список керівників держав 357 року — Список керівників держав за роками

## Європа
- Боспорська держава — цар Рескупорід VIII (342—359)
- Ірландія — верховний король Муйредах Тірех (326—356); Каелбад (356—357)
- Римська імперія — Констанцій II (до 361)
- Дал Ріада — ?
- Думнонія — Конан Меріадок (340-387)
- Святий Престол — папа римський — Ліберій (352-366)
- Візантійський єпископ Македоній I (351—360)

## Азія
- Близький Схід
- Гассаніди — 2 правителі
- Диньяваді (династія Сур'я) — раджа Тюрія Мандала (313-375)
- Іберійське царство — цар Міріан III (284-361)
- Велика Вірменія — Аршак II (350 — 367)
- Індія
  - Царство Вакатаків — імператор Прітвісена I (355—380)
  - Імперія Гуптів — Самудрагупта (350—375)
  - Західні Кшатрапи — махакшатрап Рудрасена III (348—380)
  - Держава Кадамба — Маюрашарма (345—365)
  - Кушанська імперія — Кіпунада (345? — 375)
  - Раджарата — раджа Буддхадаса (341—370)
- Китай
  - Династія Цзінь — Сима Дань (344—361)
  - Династія Рання Лян — Чжан Сюаньцзін (355—363)
  - Дай — Тоба Шегіянь (338—377)
  - Туюхун (Тогон) — Мужун Сюйсі (351—371)
  - Рання Янь — Мужун Цзюнь (348—360)
  - Династія Рання Цінь — Фу Шен (355—357)
- Корея
  - Кая (племінний союз) — ван Ісіпхум (346—407)
  - Когурьо — тхеван (король) Когугвон (331—371)
  - Пекче — король Кинчхого (346—375)
  - Сілла — ісагим (король) Хирхе (310-356); Немуль (356—402)
- Паган — король Тілі К'яунг I (344—387)
- Персія
  - Держава Сасанідів — шахіншах Шапур II (309-379)
- Тямпа — Фан Фо (349—377)
- Хим'яр — Каріб'іл Ватар Їхан'ім III (345-360)
- Японія — Імператор Нінтоку (313-399)

## Африка
- Аксумське царство — негус Езана (330—356); Мехадей (356 — після 360)
  - Єгипет (римська провінція) — Максим Старший (355—356); Катафроній (356—357)

## Північна Америка
- Мутульське царство — К'ініч-Муван-Холь I (317? — 359)